# Gaston Kaboré
Gaston Kaboré (ur. 23 kwietnia 1951 w Bobo-Dioulasso) – burkiński reżyser, scenarzysta i producent filmowy. Jeden z najważniejszych twórców kina afrykańskiego.

## Życiorys
Ukończył studia historyczne na paryskiej Sorbonie, po czym studiował produkcję filmową na tamtejszej uczelni École supérieure d'études cinématographiques. Po uzyskaniu dyplomu w 1976 powrócił do ojczystego Burkina Faso, gdzie został dyrektorem Narodowego Centrum Filmowego.
Jego debiut fabularny Boski podarek (1982) ukazywał wiejskie życie Afryki w czasach przedkolonialnych. Był zaledwie drugą w historii fabułą nakręconą w Burkina Faso. Obraz zdobył nagrodę Cezara dla najlepszego filmu frankofońskiego.
W latach 1985–1997 Kaboré sprawował funkcję sekretarza generalnego Panafrykańskiego Stowarzyszenia Filmowców (FEPACI). W 2005 założył w burkińskiej stolicy Wagadugu Szkołę Filmową „Imagine”, w której kształci się nowe pokolenie afrykańskich filmowców.
Kaboré zasiadał w jury konkursu głównego na 51. MFF w Wenecji (1994), 48. MFF w Cannes (1995) oraz na 59. MFF w Berlinie (2009).